# Batida downbeat e upbeat (música)
A batida downbeat e batida upbeat é um tipo presente na música ocidental típica 4/4, contadas no compasso  "1 2 3 4, 1 2 3 4, ... " que possui o tempo forte na primeira batida do compasso (o número 1). O tempo forte é o último tempo no compasso anterior que precede imediatamente e, portanto, antecipa o tempo forte. Ambos os termos correspondem à direção tomada pela mão de um condutor.
O downbeat, ou batida lento (do inglês "down": baixo ou lento; e "tempo": batida ou andamento) é uma forma de música eletrônica cuja principal característica é ter um andamento calmo. Ao contrário do upbeat com batidas rápidas e dançantes.
Essa ideia de direcionalidade das batidas é significativa quando você traduz seu efeito na música. A crusis de uma medida ou frase é um começo; ela impulsiona o som e a energia para a frente, então o som precisa se elevar e ter movimento de avanço para criar um senso de direção. A anacrusis leva à crusis, mas não tem a mesma "explosão" de som; ela serve como uma preparação para a crusis.
A anacruse (do grego anákrousis: "empurrar para cima")  ou "nota de captação" é uma nota presente antes do primeiro compasso completo da música, presente antes da primeira nota forte da frase; a anacruse prepara o ouvinte para a primeira batida do primeiro compasso, permitindo que a música ganhe um impulso e a música seja mais envolvente com a sincopação.
Uma nota antecipatória ou sucessão de notas ocorrendo antes da primeira linha de compasso de uma peça é algumas vezes referida como uma figura, seção ou frase otimista. Expressões alternativas incluem "captador" e " anacruse " (o último, em última análise, do grego ana ["para cima"] e krousis ["golpe"/"impacto"] até o francês anacrouse ). Em inglês, anákrousis se traduz literalmente como "empurrar para cima". O termo anacruse foi emprestado do campo da poesia, no qual se refere a uma ou mais sílabas extramétricas átonas no início de uma linha.

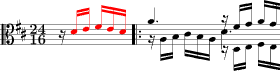
Começo do BWV de Bach 736, com otimismo (anacruse) em vermelho.

Tanto na música quanto no movimento envolvem o motor preparação (anacrusis), a ação (crusis) e, a reação (metacrusis). Uma fase única, a primeira é a preparação da segunda, a segunda o inevitável resultado do primeiro; o coração do movimento rítmico é a duração (agogismo), intensidade (dinâmica) e, espaço.